# Sonata per pianoforte n. 16 (Mozart)
La Sonata per pianoforte n. 16 in Do maggiore K 545 fu composta da Wolfgang Amadeus Mozart a Vienna nel 1788.

## Storia
Mozart scrisse questa composizione a Vienna in poco tempo terminandola il 26 giugno del 1788; fa parte dell'intenso periodo creativo dell'estate del 1788 quando videro la luce, tra l'altro, la Sinfonia n. 39 K 543, la n. 40 K 550 e la n. 41 K551. Sebbene sia talvolta definita, in maniera informale, la più classica delle sonate di Mozart, in realtà il compositore mostra in questo lavoro, dall'apparenza perfetto,  il suo carattere irriverente, prendendosi gioco dei puristi della forma con modifiche, rovesciando temi e con atteggiamenti ironici.

## Movimenti  e analisi
- Allegro, Do maggiore
- Andante, Sol maggiore
- Rondò, Do maggiore

Mozart la definì «à l'usage des commençants» (a uso dei principianti); si tratta infatti di una sonata (o sonatina) che il compositore stesso volle presentare con diverse strutture didattiche, come a esempio le scale e gli arpeggi presenti nel primo ed è costruita per lo più con un'armonia semplice che rappresenta appieno lo stile della forma sonata.
Primo movimento Allegro. La composizione inizia con un motivo semplice e fresco che costituisce il primo tema della classica forma-sonata; segue il secondo con sviluppo e riesposizione del primo. Mentre tradizionalmente il tema iniziale aveva aspetti più incisivi, netti e ritmati e il secondo assumeva carattere più melodico e lirico-cantabile, Mozart in questo caso gioca con la tradizione rovesciando le caratteristiche dei due temi. Anche lo sviluppo non è tradizionale poiché non prende avvio da uno dei motivi, bensì dalla coda.
Il secondo tempo ha una durata superiore rispetto al primo e al terzo. Il motivo presentato è noto per la dolcezza e la levità che lo contraddistinguono; alcuni momenti evolutivi intervengono a inframmezzare la melodia che è sostenuta da un semplice accompagnamento della mano sinistra.
Il Rondò finale è piuttosto breve ed è costituito da un Allegretto dove il tema, molto scorrevole, è presentato in modo ricorrente dalle due mani.